# Pere Cuquet

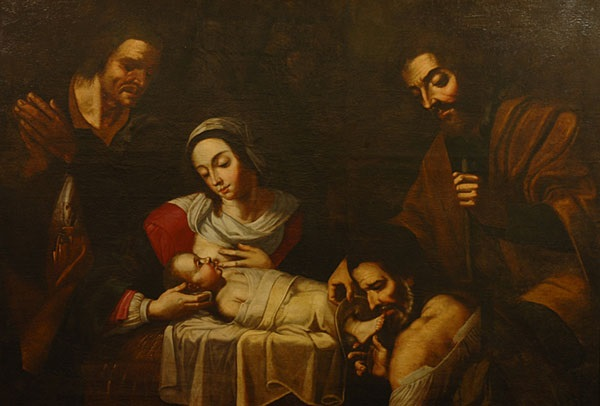
Adoración de los pastores (1654), óleo sobre lienzo, Manresa, Museo Comarcal, procedente del retablo mayor de la iglesia del Carmen.

Pere Cuquet (fallecido en 1663) fue un pintor barroco español. Autor del retablo mayor de la iglesia de San Felíu de Codinas (1636) y del retablo mayor de la iglesia del Carmen de Manresa, trabajó principalmente en Barcelona: estancias de la Casa de la Ciudad de Barcelona (1647-1648), pinturas del claustro de San Francisco de Paula y lienzo con El concilio de Éfeso para la sacristía del Carmen. Su estilo se caracteriza por el uso correcto aunque seco del dibujo, colores de tonalidades fuertes con arcaicos claroscuros acentuados y composición simétrica con un cierto hieratismo.
- Datos: Q9058329
- Multimedia: Pere Cuquet / Q9058329